# Opération Morvarid
Guerre Iran-Irak
Batailles
- Opération Kaman 99
- Bataille de Khorramchahr
- Siège d'Abadan
- Opération Morvarid

- Bataille de Nasr
- Attaque sur H-3

- Opération Samen-ol-A'emeh
- Victoire Indéniable
- Beit ol-Moqaddas
- Ramadan

- Opération Anfal
- Valfajr 2
- Valfajr 6
- Badr
- 1re bataille d'Al Faw
- Kerbala 5 et 6
- Nasr 4

- Opération Nous nous en remettons à Dieu
- Opération Mersad

- Opération Sugar
- Opération Earnest Will
- Opération Prime Chance
- Opération Eager Glacier
- Incident de Bridgeton
- Opération Praying Mantis

- Opération Opéra (raid israélien)
- Incident de l’USS Stark
- Vol Iran Air 655

L’opération Morvarid (en persan : عملیات مروارید « Opération Perle ») est une opération militaire de la Marine de la République islamique d'Iran et de la Force aérienne de la République islamique d'Iran menée le 28 novembre 1980 contre la marine irakienne et la force aérienne irakienne en réponse au déploiement de radars par les Irakiens sur les plates-formes pétrolières d'Al-Bakr et de Khor-al-Amaya visant à contrer les opérations aériennes iraniennes. Elle résulte en une victoire de l'Iran qui parvient à détruire les deux plates-formes et à infliger des pertes considérables à la marine irakienne et des dégâts aux ports et aérodromes irakiens. 
Elle ne doit pas être confondue avec l'opération Morvarid lancée par l'Organisation des moudjahiddines du peuple iranien dans les années 1990.

## Déroulement de l'opération
Le 28 novembre 1980, des F-4 Phantom II et F-5 Tiger II iraniens attaquent les aérodromes irakiens près de Bassora. Un MiG-21 Fishbed irakien est détruit au sol.
Dans la nuit du 29 novembre, six navires de la Task Force 421 iranienne déploient des mines navales sur les terminaux pétroliers irakiens de Mina al Bakr et de Khor-al-Amaya. L'opération est soutenue par des AH-1 SuperCobra, des Bell 214 et des CH-47 Chinook qui neutralisent les défenses irakiennes. L'infanterie de marine iranienne est par la suite évacuée par hélicoptère. Dans le même temps, deux vedettes de classe Combattante II iraniennes bloquent les ports d'Al-Faw et de Umm Qasr. La marine irakienne réagit en déployant des torpilleurs P-6 et des patrouilleurs lance-missiles de classe Osa afin de lancer une contre-attaque. Deux patrouilleurs irakiens sont coulés dans l'engagement par les AGM-84 Harpoon des navires iraniens. 
Peu de temps après, quatre F-4 Phantom II iraniens supplémentaires décollent à partir de la base aérienne de Chiraz et bombardent le port irakien d'Al-Faw ainsi que les sites de missile sol-air environnants. Des formations de F-14 Tomcat iraniens se joignent par ailleurs à la bataille et bombardent les terminaux pétroliers irakiens. Les Irakiens font alors décoller des MiG-23 Floggers afin de les défendre mais trois d'entre eux sont abattus. Un F-4 iranien est en revanche abattu dans l'engagement aérien. Quatre MiG-23 irakiens attaquent également le Joshan, dont deux sont abattus par les tirs de SA-7 iraniens. Le dernier avion irakien survivant est contraint de rompre l'engagement.

## Conséquences
La destruction des sites de missiles sol-air et des radars irakiens permit à la force aérienne iranienne de reprendre ses raids contre le sud de l'Irak. 
80 % de la marine irakienne est neutralisée lors de cette opération. La vedette lance-missiles Joshan iranienne sera plus tard coulée par les navires de l'US Navy durant l'opération Praying Mantis.